# 五島市立富江中学校
五島市立富江中学校（ごとうしりつ とみえちゅうがっこう）は、長崎県五島市富江町狩立にある公立中学校。

## 概要
歴史
1947年（昭和22年）の学制改革によって新制中学校として発足。2012年（平成24年）に創立65周年を迎えた。
校訓
「勤勉・友愛・自主」
校章
「と」の文字を3つ並べて校名の「富（と三）」を表している。
校歌
作詞は田島日露記、作曲は池田松洋による。歌詞は3番まであり、各番に校名の「富江中学校」が登場する。
校区
住所表記で五島市の後に「富江町」が続く地区。小学校区は五島市立富江小学校、五島市立盈進小学校。

## 沿革
- 1947年（昭和22年）4月1日 - 学制改革（六・三制の実施）が行われる。
  - 旧・富江第一国民学校の初等科が改組され、「富江町立第一小学校」となる。
  - 旧・富江第二国民学校の初等科が改組され、「富江町立第二小学校」となる。
  - 旧・富江第一・第二国民学校の高等科が改組され、「富江町立富江中学校」（新制中学校）となり、当面の間第一・第二小学校に併設され分散授業を開始。
    - 初代校長に山田治助が就任。
- 1948年（昭和23年）4月1日 - 富江町立第一小学校が「富江町立富江小学校」に、富江町立第二小学校が「富江町立盈進小学校」に改称。
- 1949年（昭和24年）3月 - 現在地に木造校舎が完成。富江・盈進小学校との併設を解消。
- 1963年（昭和38年）3月 - 体育館が完成。
- 1972年（昭和47年）
  - 4月1日 - 富江町立長峰中学校を統合。
  - 10月 - 校舎を改築。
- 1974年（昭和49年）5月 - 完全給食を開始。
- 1997年（平成9年）4月 - 創立50周年記念式典を挙行。
- 2001年（平成13年）3月 - 校舎の大規模改修工事を実施。
- 2004年（平成16年）8月1日 - 市町村合併により、「五島市立富江中学校」（現校名）へ改称。

## 著名な出身者
- 大石賢吾（第20代長崎県知事）

## 交通アクセス
最寄りのバス停
- 五島自動車（五島バス）富江町内循環線など「富江小学校前」バス停

最寄りの道路
- 国道384号
- 長崎県道31号富江岐宿線

## 周辺
- 五島市立富江幼稚園・富江町武道館
- 五島市立富江小学校・五島市富江体育館・五島市民富江プール
- 五島市役所 富江支所（旧・富江町役場）
- 五島市消防本部富江出張所
- 長崎県警察五島警察署富江交番
- JAごとう富江支店
- 富江病院
- 旧長崎県立富江高等学校

## 参考資料
- 「富江町郷土誌」（2004年（平成16年）2月29日, 富江町教育委員会）p. 634 -